# World Neurosurgery
World Neurosurgery, abgekürzt World Neurosurg., ist eine wissenschaftliche Fachzeitschrift, die vom Elsevier-Verlag im Auftrag der World Federation of Neurosurgical Societies veröffentlicht wird. Die Zeitschrift wurde 1973 unter dem Namen Surgical Neurology gegründet und änderte ihn 2010 in World Neurosurgery. Sie erscheint mit acht Ausgaben im Jahr. Es werden Arbeiten veröffentlicht, die sich mit neurochirurgischen Behandlungsmethoden beschäftigen.
Der Impact Factor lag im Jahr 2014 bei 2,878. Nach der Statistik des ISI Web of Knowledge wird das Journal mit diesem Impact Factor in der Kategorie Chirurgie an 39. Stelle von 198 Zeitschriften und in der Kategorie klinische Neurologie an 67. Stelle von 192 Zeitschriften geführt.